# Hallenstadion
Hallenstadion es un espacio multiusos ubicado en el barrio de Oerlikon al norte de Zúrich en Suiza. Es la sede de los ZSC Lions de la Liga Nacional (NL) de Suiza, y tiene una capacidad de 11,200 espectadores. El recinto es utilizado tanto para eventos deportivos así como para eventos musicales. Fue diseñado por Bruno Giacometti y se inauguró el 4 de noviembre de 1939, y se renovó en 2004–05.

## Entretenimiento
Hallenstadion ha sido un lugar destacado para el entretenimiento en Suiza. El recinto ha sido parte de grandes giras musicales por artistas internacionales, al igual que es sede de grandes eventos deportivos del país.

## Eventos

### Deportivos
Los eventos de carreras de bicicletas se llevaron a cabo en el Hallenstadion en su primer año de servicio en 1939 y la mayoría de los años desde entonces. El clásico Zürcher 6-Tagerennen (carrera en Zürich de 6 días) comenzó allí en 1954, donde se empleaba en un óvalo característico de tablas de madera, hasta que el arena se cerró temporalmente para su renovación en 2004. El evento se lleva a cabo allí nuevamente, pero en un ambiente más moderno.
El Hallenstadion fue sede del Campeonato Mundial de Hockey sobre Hielo en 1998, junto con Basilea, y es la actual sede del equipo de hockey sobre hielo «ZSC Lions». En febrero de 2006, fue sede de semifinales y la final del Campeonato Europeo de Balonmano Masculino de 2006.

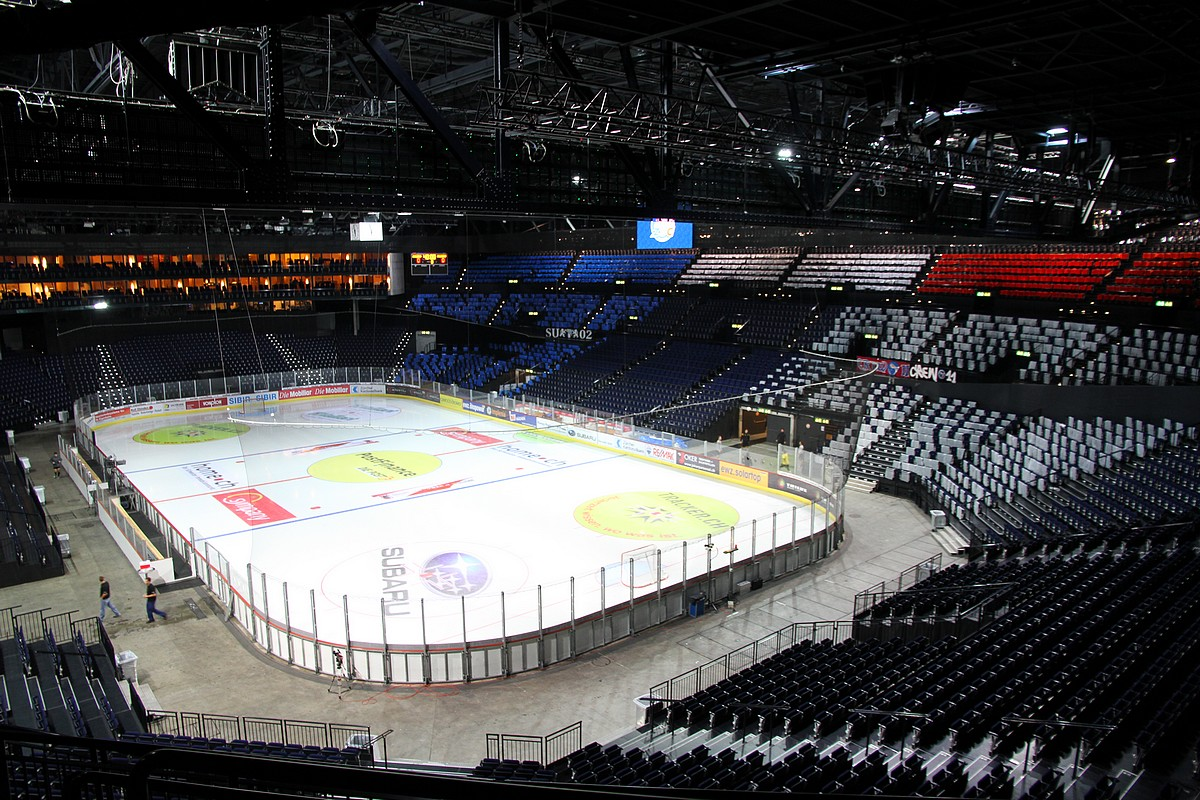
Interior del Hallenstadion con un campo de hielo para los ZSC Lions.

Fue la sede del Torneo de Zúrich, un torneo de tenis anual de WTA Tour que se suspendió después de 25 años en 2008. El 21 de diciembre de 2010, el tenis regresó al arena con una exhibición en la que Roger Federer se enfrentó a Rafael Nadal, en beneficio de la fundación Federer.
El 29 de septiembre de 2009, el Hallenstadion fue sede de la Copa Victoria 2009. El juego enfrentó a los Chicago Blackhawks de la NHL contra los campeones de la Champions Hockey League, Zurich Lions.
En abril de 2011, la primera división del Campeonato Mundial Femenino IIHF se celebró en el Hallenstadion y en la pista de Deutweg (en Winterthur).

### Musicales
En el recinto se han ofrecido conciertos de artistas y conjuntos artísticos como: Mariah Carey, Laura Pausini, Bruno Mars, Lady Gaga, Katy Perry, Miley Cyrus, Gotthard, Depeche Mode, Linkin Park, Nickelback, The Rolling Stones, Kylie Minogue, Queen, Bob Marley, Christina Aguilera, Elton John, Shakira, Roxette, Guns N' Roses, Nightwish, Metallica, Oasis, AC/DC, Pink Floyd, U2, Green Day, Aerosmith, Led Zeppelin, Rammstein, Ariana Grande, Martina Stoessel y muchos otros.

### Otros
Entre muchos otros, en agosto de 2005, el decimocuarto Dalái lama dio varias enseñanzas e iniciaciones, así como una charla pública sobre «el arte de la felicidad» abierta para todos en un plazo de 10 días.
El 61.er congreso de la FIFA se celebró en el Hallenstadion el 31 de mayo y el 1 de junio de 2011, y su 65º congreso se celebró allí el 28 de mayo y el 29 de mayo de 2015. El Congreso extraordinario de la FIFA 2016 tuvo también lugar el 26 de febrero de 2016.